# La Grande Supercherie
La Grande Supercherie est une émission télévisée française pour la jeunesse diffusée du 25 janvier 1992 à juin 1992 sur Canal+. 

## Le Concept
L'émission est présentée par Aquaman, Batman, Robin, Superman, Wonder Woman, les jumeaux Igor et Grichka et le singe Henri; via des images détournées et redoublées du Plein de super. Chaque émission contient
un extrait détourné des Aventures de Superman (1952) et se termine par un souvenir de 
Superman issus de la série d'animation Superman (1988).